# 小约翰·尼科尔森
小约翰·威廉·尼科尔森（英語：John William Nicholson, Jr.，1957年5月8日—），美国陆军上将，现为坚定支援任务司令兼驻阿美军司令，之前担任盟军陆军司令部司令。还曾担任第82空降师师长，他的父亲约翰·尼科尔森也曾在美国陆军服役，军衔至少将。 他们是英国准将约翰·尼科尔森的远房亲戚。 2016年2月4日，尼科尔森晋升上将的提名获得通过，3月2日，正式晋升上将，接替约翰·坎贝尔陆军上将，担任坚定支援任务司令兼驻阿美军司令。